# 大津ケ丘
大津ケ丘（おおつがおか）は、千葉県柏市の町名。現行行政地名は大津ケ丘一丁目から大津ケ丘四丁目。郵便番号277-0921。

## 地理
柏市南部に位置する。北で大井、東で大島田、南から西にかけて塚崎と隣接する。

### 地価
住宅地の地価は、2014年（平成26年）1月1日の公示地価によれば、大津ケ丘2丁目9番19の地点で6万9400円/m2となっている。

## 世帯数と人口
2017年（平成29年）10月31日現在の世帯数と人口は以下の通りである。
| 丁目           | 世帯数    | 人口    |
| -------------- | --------- | ------- |
| 大津ケ丘一丁目 | 874世帯   | 1,914人 |
| 大津ケ丘二丁目 | 807世帯   | 1,703人 |
| 大津ケ丘三丁目 | 1,325世帯 | 2,925人 |
| 大津ケ丘四丁目 | 985世帯   | 2,148人 |
| 計             | 3,991世帯 | 8,690人 |

## 小・中学校の学区
市立小・中学校に通う場合、学区は以下の通りとなる。
| 丁目           | 番地 | 小学校                   | 中学校               |
| -------------- | ---- | ------------------------ | -------------------- |
| 大津ケ丘一丁目 | 全域 | 柏市立大津ケ丘第一小学校 | 柏市立大津ケ丘中学校 |
| 大津ケ丘二丁目 | 全域 | 柏市立大津ケ丘第一小学校 | 柏市立大津ケ丘中学校 |
| 大津ケ丘三丁目 | 全域 | 柏市立大津ケ丘第一小学校 | 柏市立大津ケ丘中学校 |
| 大津ケ丘四丁目 | 全域 | 柏市立大津ケ丘第二小学校 | 柏市立風早中学校     |

## 交通

### 道路
- 国道16号
- 千葉県道282号柏印西線

## 施設
- 柏市消防局沼南消防署
- 柏市立大津ケ丘中学校
- 柏市立大津ケ丘第一小学校
- 柏市立大津ケ丘第二小学校
- 大津ケ丘幼稚園
- あいみ保育園
- 沼南大津ケ丘郵便局
- 大津ケ丘中央公園
  - 野球場 - プロ野球選手・田中浩康が主催する少年野球大会が行われている。柏市から大会実行委員会に命名権の獲得を打診されたことからこれに応じ、2015年4月より5年間「田中浩康スタジアム」の名称となった。

そして2020年命名権が柏市に移行された。
- 大津ケ丘市ノ坪公園
- 大津ケ丘南田公園
- 大津ケ丘殿山公園
- 大津ケ丘向原公園
- 大津ケ丘前原公園
- 大津ケ丘中谷津公園
- 中ノ橋公園
- 中村順二美術館